# 남홍해주

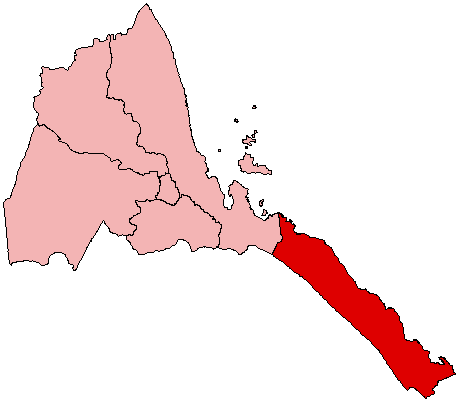
남홍해주

남홍해주(南紅海州, 티그리냐어: ዞባ ደቡባዊ ቀይሕ ባሕሪ) 또는 데부바위케이바리주는 에리트레아 동남부와 홍해 연안에 위치한 주(州)로, 주도는 아사브이며 면적은 27,600km2, 인구는 203,618명이다. 다나킬 사막이 있는 주이기도 하다.